# Synagoga Berka Dawida Radzynera w Łodzi (ul. Solna 5)
Synagoga Berka Dawida Radzynera w Łodzi – prywatny dom modlitwy znajdujący się w Łodzi przy ulicy Solnej 5.
Synagoga została zbudowana w 1905 roku z inicjatywy Berka Dawida Radzynera. Została przeniesiona z lokalu znajdującego się przy ulicy Solnej 8. Podczas II wojny światowej hitlerowcy zdewastowali synagogę.